# نزدیک‌سوسماریان
نزدیک‌سوسماریان (نام علمی: Plesiosauroidea) نام یک بالاخانواده از راسته نزدیک‌سوسماران است.